# Jorge Pedreros
Jorge Arnaldo Pedreros Avilés (Santiago, 8 de agosto de 1942-Santiago, 14 de septiembre de 2013) fue un músico, productor, actor y comediante chileno, famoso por su rol como artífice del popular programa humorístico Jappening con ja.

## Carrera musical
Pedreros es considerado uno de los precursores de La Nueva Ola en Chile. Fue tecladista y fundador de Los Lyons, banda de apoyo de Peter Rock durante 1958. En 1961 la banda se convirtió en Los Twisters, con la incorporación del cantante Luis Dimas.
Es autor de canciones clásicas de la época como «Caprichito», «Sueña» (con Franz Benko), «Al pasar esa edad» (con Hugo Beiza), «Ser», «Como una sombra» y «Entre la arena y el mar», entre otras. Posteriormente, pasó a ser productor musical, trabajando en diversos programas de la televisión chilena (incluido el Festival de Viña del Mar), junto con bandas como Sol y Medianoche, en sus inicios (1981).
Su obra musical más reconocida es el tema principal del programa de televisión Jappening con ja, titulada «Ríe».

## Carrera televisiva
A fines de la década de 1960 debutó como productor de El show de Luis Dimas, emitido por el canal peruano Panamericana Televisión. Luego, junto a sus amigos y también comediantes Fernando Alarcón y Eduardo Ravani, formaron el trío cómico "Los Paparazzi", y estuvieron a cargo de la dirección y producción de Dingolondango (TVN, 1976-1978), animado por Enrique Maluenda.
En 1978 crearon el exitoso programa de humor Jappening con Ja, que pronto se constituyó en referente cultural de la televisión chilena. En él, Pedreros desarrolló su veta de actor, interpretando recordados personajes como "Evaristo Espina" (verdadero arquetipo del empleado servil que desea a toda costa ganarse el aprecio del jefe), el locutor radial "Silverio Silva", "El operado" o "El Indio Bolsero", entre otros. Además compuso el tema principal del programa, «Ríe», originalmente escrita para la actuación de Silvia Piñeiro en la revista Bim bam bum.
El Jappening con ja se emitió durante 26 años ininterrumpidos, de los cuales Pedreros sólo estuvo ausente en 1989 y entre 2000 y 2001, por discrepancias con Ravani. En su primer año fuera del Jappening, formó parte del programa Éxito en Canal 13, en la sección "La Oficina de Al Lado" en donde se puso nuevamente en la piel de "Evaristo Espina". Mientras que en su segunda etapa fuera del espacio humorístico, participó en los programas El show de Pepito TV y A la suerte de la olla, ambos producidos por Canal 13 en 2001. El Jappening se transmitió hasta 2004 (el último capítulo salió al aire el 14 de septiembre). 
En 2008 volvió a encarnar a "Espinita" en Mandiola & Cía. (Mega), suerte de remake del segmento "La oficina", donde también participaron Eduardo Ravani y Fernando Alarcón.

## Homenajes

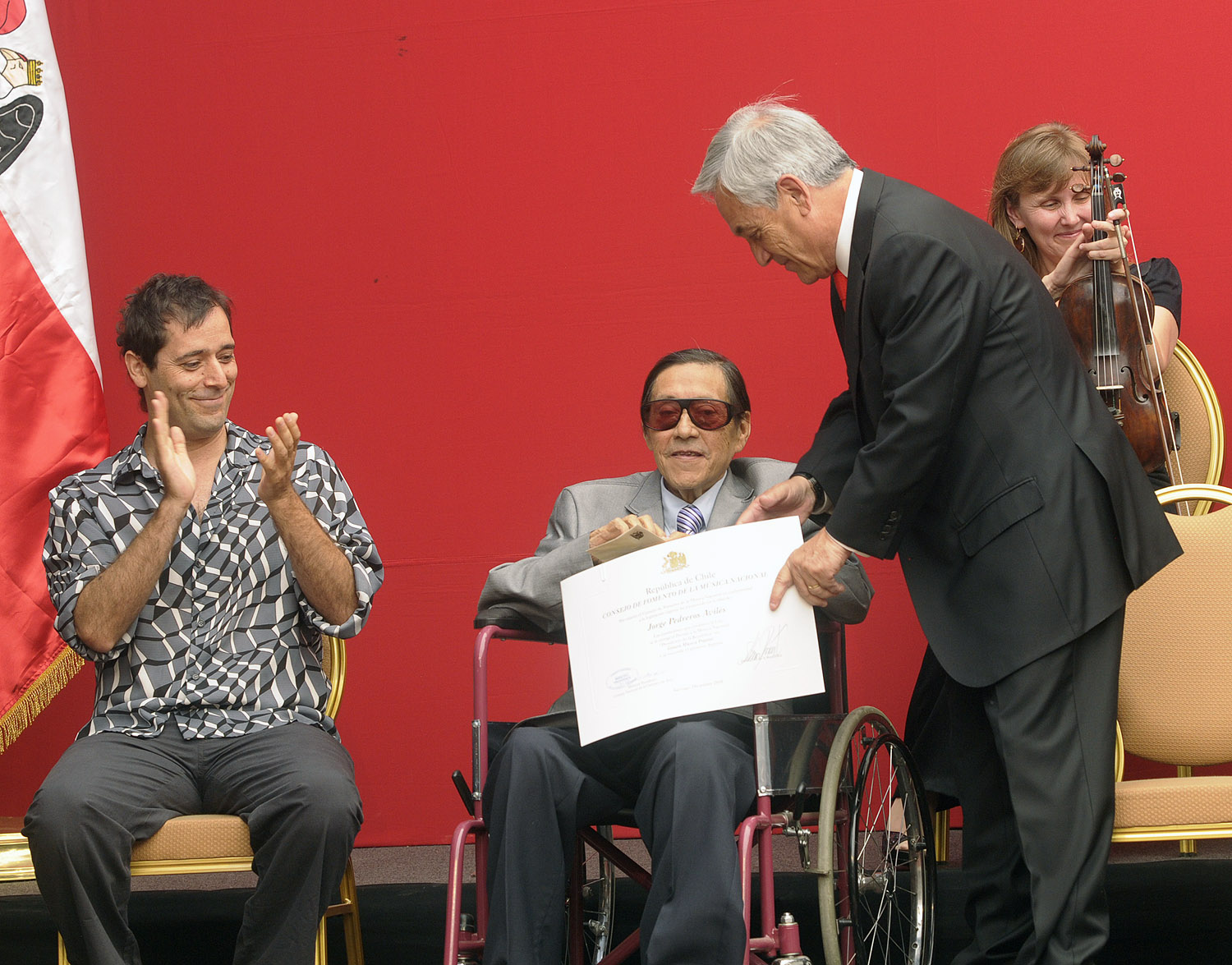
Pedreros galardonado con el Premio a la Música Nacional Presidente de la República 2011.

El 17 de enero de 2011 recibió el Premio a la Música Nacional Presidente de la República, en la categoría Música Popular, de manos del presidente Sebastián Piñera, por su larga trayectoria como productor y músico en escenarios y en televisión.
Ese mismo año fue nombrado "Socio Emérito" de la Sociedad Chilena del Derecho de Autor (SCD), junto con Germán Casas, el 21 de noviembre, y obtuvo el «Copihue de Oro a la Trayectoria», otorgado por los lectores del diario La Cuarta, el 7 de diciembre.

## Vida personal y salud
En 1967 contrajo matrimonio con Gladys del Río, quien posteriormente también integraría Jappening con ja.
En agosto de 2005 sufrió complicaciones de salud que lo llevaron a internarse en la Clínica Dávila, de donde fue dado de alta a fines de ese mes.
En abril de 2010 fue internado nuevamente en la UCI de la misma clínica. Una falla hepática crónica lo mantuvo al borde de la muerte durante mayo de ese mismo año, y la prensa informó que recibió la unción de los enfermos en el mencionado recinto hospitalario. Increíblemente, y tras 114 días hospitalizado, fue definitivamente dado de alta para comenzar su rehabilitación.
Su salud volvió a decaer el 8 de febrero de 2013, día en que fue internado en la Clínica Dávila en estado de gravedad. En la madrugada del 14 de septiembre de 2013, tras permanecer más de siete meses internado en la clínica, Pedreros falleció debido a una neumonía grave multifocal producto de su cuadro hepático.

## Filmografía y programas de televisión
| Año       | Título                                  | Canal    | Rol               |
| --------- | --------------------------------------- | -------- | ----------------- |
| 1969      | El show de Luis Dimas                   |          | Productor         |
| 1976-1977 | Dingolondango                           | TVN      | Productor Musical |
| 1978-1981 | Jappening con ja                        | TVN      | Varios personajes |
| 1982      | La oficina                              | Teleonce | "Espinita"        |
| 1983-1988 | Jappening con ja                        | TVN      | Varios personajes |
| 1989      | Éxito (Sección "La Oficina de al Lado") | Canal 13 | "Espinita"        |
| 1990      | Domingo 7                               | TVN      | Varios personajes |
| 1992-1999 | Jappening con ja                        | Mega     | Varios personajes |
| 2001      | El show de Pepito TV                    | Canal 13 | Varios personajes |
| 2001      | A la suerte de la olla                  | Canal 13 | "Marcial Guerra"  |
| 2002-2004 | Jappening con ja                        | Mega     | Varios personajes |
| 2008      | Mandiola & Cía.                         | Mega     | "Espinita"        |

## Discografía
Con Los Twisters
- De viaje con Los Twisters (1966)